# خافيير بيرميغو
خافيير بيرميغو (بالإسبانية: Javier Bermejo)‏ هو منافس ألعاب قوى إسباني، ولد في 23 ديسمبر 1978.

## وصلات خارجية
- خافيير بيرميغو على موقع الاتحاد الدولي لألعاب القوى (الإنجليزية)
- خافيير بيرميغو على موقع أوليمبيديا (الإنجليزية)